# Athens (Maine)
Athens es un pueblo ubicado en el condado de Somerset en el estado estadounidense de Maine. En el Censo de 2010 tenía una población de 1.019 habitantes y una densidad poblacional de 9,02 personas por km².

## Geografía
Athens se encuentra ubicado en las coordenadas 44°57′55″N 69°40′1″O / 44.96528, -69.66694. Según la Oficina del Censo de los Estados Unidos, Athens tiene una superficie total de 112.94 km², de la cual 112.92 km² corresponden a tierra firme y (0.02%) 0.02 km² es agua.

## Demografía
Según el censo de 2010, había 1.019 personas residiendo en Athens. La densidad de población era de 9,02 hab./km². De los 1.019 habitantes, Athens estaba compuesto por el 97.35% blancos, el 0.2% eran afroamericanos, el 0.88% eran amerindios, el 0.1% eran asiáticos, el 0% eran isleños del Pacífico, el 0.1% eran de otras razas y el 1.37% pertenecían a dos o más razas. Del total de la población el 0.59% eran hispanos o latinos de cualquier raza.